# Razorblade Romance
Razorblade Romance (englisch für Rasierklingenromanze) ist das zweite Studioalbum der finnischen Rockband HIM. In Finnland erschien es am 19. Dezember 1999, in Deutschland, Österreich, der Schweiz und anderen Ländern Europas wurde es am 24. Januar 2000 veröffentlicht. In Großbritannien erschien das Album am 15. Mai 2000.
Dieses Album bedeutete für die Finnen, die bis dahin ein Geheimtipp waren und vor allem in Metal-Kreisen bekannt waren, den großen Durchbruch in Europa. Aus dem Album wurden vier Singles ausgekoppelt (Join Me (in Death), Right Here in My Arms, Poison Girl, Gone with the Sin), die auch eigene Musikvideos erhielten. Drei davon wurden Nummer-eins-Hits (in Finnland und Deutschland).

## Albumtitel
Zuerst gab es die Idee das Album A Razorblade Romance (Eine Rasierklingenromanze) zu nennen. Danach folgten noch andere Ideen (z. B. Slippery when dead, Goth’n’Roll), aber man kam dann doch wieder auf Razorblade Romance (Rasierklingenromanze bzw. Rasierklingenromantik) zurück.

## Albumcover
Für dieses Albumcover wurde als Hauptfarbe pink verwendet. Das Design lehnt an das vom vorherigen Album Greatest Lovesongs Vol. 666 an. Wieder ist Sänger Ville Valo abgebildet. Er steht mit pinkem Lidschatten und pinkem Lippenstift, aber trotzdem mit Zigarette im Mund, vor dem pinken Hintergrund, auf dem sich, auch in pink gehaltene, Ornamente, Engelchen und Schlangen befinden. Außerdem trägt er eine schwarze Lederhose und einen schwarzen, offenen, Ledermantel mit Pelzkragen. Um seinen Kopf herum wurde ein weißer Heiligenschein platziert.
Auf dem Booklet wurde zum ersten Mal das Bandlogo Heartagram verwendet. Man sieht es deutlich auf der Rückseite des Booklets und bei genauerem Hinschauen kann man es auch auf dem Coverbild entdecken. Das Cover wurde wieder von Janne Uotila designt, allerdings unter dem Pseudonym Lucifer. Wenn man die CD aus der Hülle nimmt, kann man dahinter ein Foto mit den Bandmitgliedern sehen. Die Fotos stammen von Jouko Lehtola.
Auf die Frage warum das Album pink geworden ist, antwortete Valo, er wolle eine "Barbie-Optik" um die Gothikfans zu ärgern, die immer alles zu ernst nehmen. Außerdem seien die meisten Gothic-Alben in dunklen Farben gehalten und es sollte mehr hervorstechen.

## Entstehungsgeschichte
Ursprünglich sollte Razorblade Romance in Finnland, wieder mit Hiili Hiilesmaa als Produzent, entstehen. Die Band hatte mit ihm sogar schon Anfang 1999 einige Demos in den Finnvox Studios aufgenommen. Ende 2014 sind höchstwahrscheinlich genau diese Demoaufnahmen wieder im Internet aufgetaucht (unter dem Namen HIM Demos 1998 oder Slippery when Dead). Das Lied Too happy to be alive, das sich auch unter den Demos befindet, kursiert allerdings schon seit mindestens 2004 im Internet. Die sonstigen Demos sind: Poison Girl, Join Me (in Death), Right Here In My Arms, Gone With The Sin, Razorblade Kiss, Bury Me Deep Inside Your Heart und Resurrection. Es fehlen also: I love you, Heaven tonight, Death is in love with us und One last time. Dies lässt vermuten, dass sie erst später entstanden sind.
Aufgrund von Unstimmigkeiten mit dem Produzenten über die musikalische Ausrichtung der Stücke, und aufgrund von Unstimmigkeiten über die Lieder innerhalb der Band, wurde die Zusammenarbeit mit Hiili abgebrochen:

„Interviewer: […] Immerhin habt ihr Teile des aktuellen Albums wieder eingeäschert und in Wales neu aufgenommen. Ville: […] Stimmt, obwohl ich dazu sagen muss, dass einige der Aufnahmen auch nur als Demoversionen gedacht waren. Aber zugegeben, das Material klang nicht so, wie es hätte klingen sollen. Unser Schlagzeuger hatte nie Zeit zum Proben, und darunter litten letztendlich die Aufnahmen. […] Viele Arrangements waren zu lang, außerdem der Gesamtsound zu poppig, nicht rockig genug. […]“

„[…] Ville hatte Wutausbrüche im Studio und wir spielten nur, um so schnell wie möglich wieder heimgehen zu können. Ich war es leid zu sagen, dass es mich ankotzt. Es hörte sich für mich nach Müll an, aber das konnte man nicht laut sagen, weil wir soviel Energie in den Prozess des Musikmachens steckten. Als wir die Tapes anhörten, fragte Ville ob es sich okay anhört. Ich sagte ja. Ich wollte die Lieder nur noch fertig haben und dann den ganzen Mist vergessen.“

Im Frühling 1999 nahmen HIM probeweise drei Lieder in den Rockfield Studios in Wales (England) auf. Die eigentlichen Aufnahmen fanden dann im Juli (wieder in den Rockfield Studios) statt und dauerten 22 Tage. Produzent war diesmal John Fryer. Zu den Aufnahmen sagte Ville Valo folgendes:

„[…] Wir feierten eine Party, ein Teil der Jungs tanzte nackt durchs Studio und wir betranken uns fürchterlich. Ich sang die Texte eines jeden Songs dreimal hintereinander, das macht 45 Takes in einer Nacht. Im Gegensatz zum Debüt nahmen wir große Blöcke dieser Session und reihten sie aneinander, anstatt ein "Vocalpuzzle" zu veranstalten […] Während sein Vorgänger von der Liebe im Allgemeinen handelte, bezieht sich Razorblade Romance nur auf eine bestimmte Person, meine Inspiration, meine Muse.“

## Rezeption

### Chartplatzierungen
Durch die vorangegangene Single und dem wohl bekanntesten Hit Join Me (in Death), der 4 Wochen lang die Nummer 1 der deutschen Single-Charts war, war wohl auch der Erfolg des Albums vorhersehbar. Insgesamt verkaufte sich Razorblade Romance über 750.000 mal, war ebenfalls wochenlang die Nummer 1 der Albumcharts und erhielt in Deutschland drei goldene und eine Platin-Schallplatte. Somit war der internationale Durchbruch, wenn auch zunächst nur in Deutschland, Österreich und der Schweiz geschafft. Das Album wurde auch in einer Limitierten Version mit zwei Bonustracks, Sigillum Diaboli und The 9th Circle (OLT) herausgebracht, die wiederum Alternativ-Versionen der Lieder Stigmata Diaboli und One last time sind.
Das Album erschien erst 2005 offiziell in den USA. Doch wurde Razorblade Romance dort bereits 2003 unter dem Bandnamen HER (His Evil Royalty) in Import-Musikläden verkauft. Eine andere, einheimische Jazz-Band beanspruchte dort bereits den Namen HIM für sich, weshalb diese Notlösung nötig war. Später wurden die Rechte des Bandnamens in den USA an die Finnen verkauft. Nun konnte die Band auf späteren Pressungen ihren eigentlichen Namen benutzen. Die wenigen Razorblade-Romance-Exemplare, die als HER erschienen, sind heute gesuchte Sammelobjekte. In Großbritannien und den Vereinigten Staaten erschienen Versionen mit unterschiedlicher Titelliste. Dafür wurden die beiden Lieder Wicked Game (Coverversion von Chris Isaak) und Your Sweet 666, die eigentlich vom ersten Album der Band stammen, neu eingespielt.
Aufgrund des anhaltenden Erfolges des Albums, erschien im Laufe des Jahres noch eine weitere limitierte Fassung, die neben dem Album (UK-Fassung) eine Live-CD beinhaltet, mit sechs Liedern vom Werchter Festival (Juli 2000). Neben der CD-Fassung, ist von dem Album auch eine Vinyl-Schallplatte mit veränderter Trackliste erschienen. Die in Osteuropa erschienene Fassung unterscheidet sich von der Standardfassung im Coverdesign. Statt rosa ist der Hintergrund hellblau.
Join Me (in Death) wurde für den Soundtrack des Films „The 13th Floor – Bist du was du denkst?“ benutzt. In ihrem Heimatland Finnland erreichte die Band mit der Single zweimal Platz #1 und blieb dort 13 Wochen. Gone with the Sin ist eine Anspielung auf den Roman bzw. Film „Vom Winde verweht“ (Originaltitel: Gone with the Wind).
Außerdem war die CD in der ersten Auflage neben My Private War von Phillip Boa & The Voodoo Club eine der ersten, die mit einem damals neuartigen Kopierschutz in Form einer manipulierten TOC ausgerüstet waren. Die zweite Auflage erschien dann ohne diesen Kopierschutz.
| ChartsChartplatzierungen | Höchstplatzierung | Wochen |
| ------------------------ | ----------------- | ------ |
| Deutschland (GfK)        | 1 (58 Wo.)        | 58     |
| Finnland (IFPI)          | 1 (30 Wo.)        | 30     |
| Österreich (Ö3)          | 1 (16 Wo.)        | 16     |
| Schweiz (IFPI)           | 8 (32 Wo.)        | 32     |

| ChartsJahrescharts (2000) | Platzierung |
| ------------------------- | ----------- |
| Deutschland (GfK)         | 7           |
| Österreich (Ö3)           | 15          |
| Schweiz (IFPI)            | 41          |

### Auszeichnungen für Musikverkäufe
| Land/Region                  | Auszeichnungen für Musikverkäufe (Land/Region, Auszeichnung, Verkäufe) | Verkäufe    |
| ---------------------------- | ---------------------------------------------------------------------- | ----------- |
| Deutschland (BVMI)           | 3× Gold                                                                | 750.000     |
| Europa (IFPI)                | Platin                                                                 | (1.000.000) |
| Finnland (IFPI)              | 2× Platin                                                              | 101.036     |
| Österreich (IFPI)            | Gold                                                                   | 25.000      |
| Polen (ZPAV)                 | Gold                                                                   | 50.000      |
| Schweiz (IFPI)               | Gold                                                                   | 25.000      |
| Vereinigtes Königreich (BPI) | Silber                                                                 | 60.000      |
| Insgesamt                    | 1× Silber · 4× Gold · 4× Platin ·                                      | 1.011.036   |

## Musikstil und Thematik

### Musikstil
Damals wendete sich die Band von den Metal-Einflüssen des ersten Albums ab. Mit Razorblade Romance entwickelte sich HIM weg vom düstereren Sound, in eine rockigere Richtung. Das Album enthält eine Mischung aus schnellen und langsamen Songs.

### Romeo und Julia
Laut Ville Valo handelt Join Me (in Death) von der Liebesgeschichte von Romeo und Julia.

## Infos zu den Videoclips
Von Join Me (in Death) gibt es zwei Videos:
- Join Me (Laser-Version): Dieses Lied wurde für den Abspann des Films The 13th Floor verwendet. Deshalb entstand in den VTTV-Studios[34] (inzwischen in Havelstudios umbenannt) in Berlin, passend zum Film, ein Videoclip. Die Band spielt in einem stockdunklen Raum und man sieht, wie im Film, grünes Laserlicht. Es wurde auch eine blonde Frau gefilmt, die aber nur sehr wenige Szenen im Videoclip hat. Hauptaugenmerk liegt auf Ville Valo, der ein Glitter-Make-Up im David-Bowie-Stil trägt. Die Laserversion gibt es in mindestens drei Schnittfassungen. In zwei der Fassungen wurden Szenen aus dem Film integriert, wobei eine mit Filmszenen endet, die andere mit einer Szene in der man Valo sieht. Die dritte Fassung enthält nur Szenen vom Dreh mit der Band (also keine Filmausschnitte). Dieser Videoclip entstand Ende 1999 unter der Regie von Robert Wilde.[35] In Deutschland wurde ursprünglich nur diese Version des Videos gezeigt.
- Join Me (Eisversion / Version für den südeuropäischen Raum): Für den Südeuropäischen Raum wurde im Jahr 2000 noch einmal ein ganz anderer Videoclip für Join Me gemacht. Drehort war London, obwohl das Video damals nicht im englischen Fernsehen gezeigt wurde.[36] Es war die erste Zusammenarbeit der Band mit Regisseur Bill Yukich, der später noch die Videos für Wicked Game (2000 Version) und Gone with the sin für die Band machte.[36][37] Im Join Me-Video spielt die Band vor einer künstlichen Styroporkulisse,[36] die das Innere eines Eisschlosses darstellt. Das Video ist sehr märchenhaft und man kann auch eine Frau sehen die eine Art Eiskönigin darstellt.

Right Here In My Arms wurde in einer Glasfabrik gedreht. Am Set wurde eine Art Glasraum aufgebaut, in dem die Band spielte. Im Videoclip sieht man auch Ninja Sarasalo, ein damals in Skandinavien sehr erfolgreiches Model. Regie führte Pasi Pauni.
Poison Girl enthält Aufnahmen von einem Auftritt der Band am 29. März 2000 in der Arena Berlin.
Gone with the sin wurde im Jahr 2000 auf dem Land und auf einem Friedhof in der Nähe von London gefilmt. Regisseur war wieder Bill Yukich. Einen Tag zuvor hatte die Band mit ihm den Wicked Game-Videoclip für Südeuropa (in Deutschland wurde er nicht gezeigt) gedreht (für Infos zu den Wicked Game-Videos siehe: Greatest Lovesongs Vol. 666). Die ursprüngliche Idee für Gone with the sin war es in 50er-jahre Pastellfarben zu filmen und eine düster Person, die durch eine blühende Wiese läuft, darzustellen. Das Farbkonzept wurde nicht ganz getroffen, zumindest sagte Ville Valo, dass es nicht seinen Vorstellungen entsprach. Das Filmmaterial wurde nämlich eingefärbt. Valo in schwarz-weiß, um die düstere Person darzustellen und die Landschaft in grell bunten Farben. HIMs Plattenfirma in Deutschland war anscheinend auch nicht hundertprozentig zufrieden und deshalb gibt es eine zweite Version des Musikvideos. Ein anderer Regisseur (Ercin Filizli) projizierte das originale, uneingefärbte Filmmaterial auf die nackten Körper von drei Frauen und zwei jungen Männern, die sich in einem dunklen Raum aufhielten. Die Körper dienen also nur als Leinwand und erscheinen so fast durchsichtig. In Deutschland wurde ursprünglich nur diese Version des Videos gezeigt.

## Infos zu einzelnen Songs
- I love you (Prelude to Tragedy) wurde in der Album-Version nie live gespielt. HIM haben das Lied allerdings zu Testzwecken, in einer etwas anderen Demoversion live bei Konzertauftritten vor Veröffentlichung von Razorblade Romance gespielt.[38]
- Im Text von Join Me (in Death) geht es um die Liebesgeschichte von Romeo und Julia
- Join Me und Poison Girl waren ursprünglich ein Lied aus dem später zwei gemacht wurden
- Gone with the Sin handelt von einem Mädchen von dem Ville betrogen wurde, als er noch ein Teenager war (1992). Er sagte mit dem Lied und Videoclip wollte er die Beziehung endgültig begraben.[39]
- Razorblade Kiss, hieß ursprünglich Razorblade Romance, dies wurde dann aber der Albumtitel.
- Heaven Tonight wurde nie live von HIM gespielt
- Von Resurrection gibt es zwei Demo-Versionen. Eine davon muss die Demoaufnahme für Razorblade Romance, die mit Hiili Hiilesmaa entstand, sein. Die andere trägt den Titel I’ve crossed oceans of wine to find you und ist noch viel älter. Dieses Demo weicht textlich und vor allem musikalisch stark von den beiden anderen Ressurection-Versionen ab. Der Anfangstext ist aber fast identisch: "There was a time, when I could breath my life in you. And one by one, your pale fingers started to move. And I touched your face and all life (Resurrection) / and all death (I’ve crossed oceans of wine to find you) was erased and you smiled like an angel falling from grace (Resurrection) /falling from heaven (I’ve crossed oceans of wine to find you)."
- One last time hat die Band so gut wie nie live gespielt. Es gibt eine Audioaufnahme aus dem Jahr 2000[40] und zwei Aufnahmen von Rock am Ring und Rock im Park 2001. Danach haben sie das Lied nie wieder gespielt.

### Rückwärtsbotschaft
Wenn man Gone with the sin rückwärts abspielt, kann man mit etwas Fantasie eine Rückwärtsbotschaft hören, die sogar einigermaßen Sinn ergibt:
| Abschnitt A: Hmm, hell I liked. I miss you (oh/a lot), Iris oder I'm Lucifer, Iris. I'm in love, believe me. In the end I miss you a lot. oder In the end I'm Lucifer. Like me! I'm lost. Believe me…that I (am) mourn. oder You must believe me…that I (am) mourn. I'm in love, believe me. In the end I mourn. Gitarrensolo (rückwärts) Abschnitt A (1x) Abschnitt B: (Where was I?) I love her (, Sven) – and her hips (/lips) I'm right. Hope she is nice to you. Fear again. I was there. Her lips (once/were) pale – I'm sure. Where were you? Her hips (/lips) belong to (?/me/her) Abschnitt A (1x) | Abschnitt A (Übersetzung): Hmm, Hölle mochte ich. Ich vermisse dich (oh/sehr), Iris. oder Ich bin Luzifer, Iris. Ich bin verliebt, glaube mir. Letztendlich vermisse ich dich sehr. oder Letztendlich bin ich Luzifer. Wie ich! oder, vielleicht auch: Du sollst mich gern haben! Ich bin verloren. Glaube mir…dass ich trauere. oder Du musst mir glauben… dass ich trauere. Ich bin verliebt, glaube mir. Am Ende traure ich. Gitarrensolo (rückwärts) Abschnitt A (1x) Abschnitt B: (Wo war ich?) Ich liebe sie (, Sven) – und ihre Hüften (/Lippen) Ich habe Recht. Hoffe, sie ist nett zu dir. Angst, schon wieder. Ich war dort. Ihre Lippen (einst/waren) blass – Ich bin sicher. Wo warst du? Ihre Hüften (/Lippen) gehören zu (?/mir/ihr). Abschnitt A (1x) |

Im Anschluss hört man Worte die keinen Sinn mehr ergeben.

## Titellisten
Die Stücke ohne weitere Angaben wurden von Ville Valo geschrieben.

### Razorblade Romance (Deutsche Standard-Version)
1. I Love You (Prelude To Tragedy) – 3:09
2. Poison Girl – 3:51
3. Join Me (in Death) – 3:36
4. Right Here in My Arms – 4:03
5. Gone with the Sin – 4:22
6. Razorblade Kiss – 4:18
7. Bury Me Deep Inside Your Heart – 4:16
8. Heaven Tonight – 3:18
9. Death is in Love with Us – 2:58
10. Resurrection – 3:39
11. One Last Time – 5:10

### Bonustitel der Limited Edition (Finnland und Deutschland)
1. Sigillum Diaboli
2. The 9th Circle

### Razorblade Romance (UK Standard-Version)
- One Last Time ist nicht enthalten!

1. Your sweet 666
2. Poison Girl
3. Join Me in Death
4. Right Here in My Arms
5. Bury Me Deep Inside Your Heart
6. Wicked Game
7. I Love You (Prelude To Tragedy)
8. Gone with the Sin
9. Razorblade Kiss
10. Resurrection
11. Death is in Love with Us
12. Heaven Tonight

### Razorblade Romance (US Standard-Version)
1. Your sweet 666
2. Poison Girl
3. Join Me in Death
4. Right Here in My Arms
5. Bury Me Deep Inside Your Heart
6. Wicked Game (Chris Isaak)
7. I Love You (Prelude To Tragedy)
8. Gone with the Sin
9. Razorblade Kiss
10. Resurrection
11. Death is in Love with Us
12. Heaven Tonight
13. Sigillum Diaboli
14. One Last Time

### Bonustitel der limitierten Ausgabe mit 2CDs
- CD1: Gleiche Titelliste und Reihenfolge wie in der UK Standard-Version.
- CD2: Live-Tracks vom Werchter Festival (Juli 2000):

1. Right Here in My Arms – live
2. Your sweet 666 – live
3. Poison Girl – live
4. Death is in Love with Us – live
5. Wicked Game – live (Chris Isaak)
6. Join Me in Death – live

## Charts
In den österreichischen Charts hielt sich das Album zwei Wochen auf Platz eins und 16 Wochen in den Charts und wurde mit Gold ausgezeichnet. In Deutschland erreichte Razorblade Romance ebenfalls eins der Albumcharts und wurde mit 3-fach-Gold ausgezeichnet. Eine weitere Goldene Schallplatte erhielt das Album in der Schweiz (Top 10), sowie Doppelplatin in Finnland (Platz eins der Album-Charts).